# WWE 유러피언 챔피언십

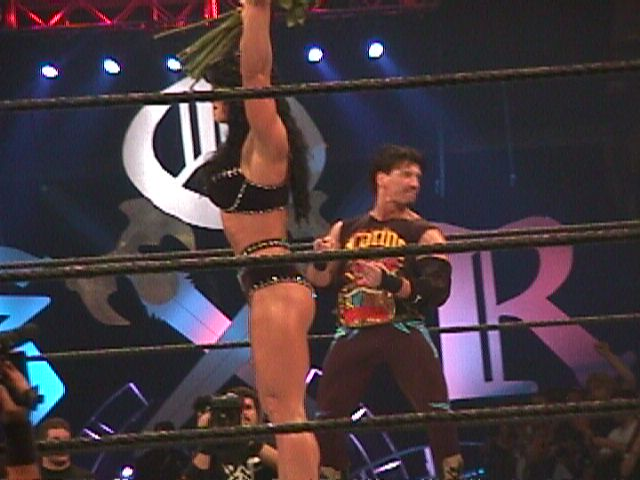

WWE 유러피언 챔피언십(WWE European Championship)은 WWE의 챔피언십중 하나였다. 1997년 브리티시 불독으로부터 시작하여 2002년 랍 밴 댐이 인터콘티넨탈 챔피언이 될 때 통합되어 폐지될때까지 끝난 타이틀이었다. 이 타이틀은 중간급 챔피언십으로 그랜드 슬램 챔피언십에도 인정되며 중간급이 아닌 기타급으로 달성할 수 있다. 유러피언이란 말인 듯이 이 타이틀을 차지한 유럽인들은 브리티시 불독과 윌리엄 리갈 뿐이었다.

## 기록들
- 초대 챔피언 : 브리티시 불독
- 마지막 챔피언 : 랍 밴 댐 (통합) (실질적인 마지막 챔피언은 제프 하디)
- 최장수 챔피언 : 브리티시 불독 (206일)
- 최단 기간 챔피언 : 랍 밴 댐 (통합)
- 최다 챔피언 : 딜로 브라운, 윌리엄 리갈 (4회)
- 최중량급 챔피언 : 마크 헨리 (178kg)
- 최경량급 챔피언 : 스파이크 더들리 (68kg)
- 최고령 챔피언 : 다이아몬드 달라스 페이지 (46세 302일)
- 최연소 챔피언 : 제프 하디 (24세 7일)

## 역대 챔피언
- 브리티시 불독 (초대 챔피언, 첫 번째 유럽출신 챔피언)
- 숀 마이클스
- 트리플 H
- 오웬 하트
- 딜로 브라운
- 엑스 팍
- 쉐인 맥맨
- 마이든
- 제프 제럿
- 마크 헨리
- 발 비너스
- 커트 앵글
- 크리스 제리코
- 에디 게레로
- 페리 새턴
- 알 스노우
- 윌리엄 리갈 (두 번째 유럽출신 챔피언)
- 크래쉬 할리
- 테스트
- 매트 하디
- 허리케인
- 브래드쇼
- 크리스찬
- 다이아몬드 달라스 페이지
- 스파이크 더들리
- 제프 하디
- 랍 밴 댐 (마지막 챔피언)

## 같이 보기
- WWE 인터콘티넨탈 챔피언십
- WWE 유나이티드 스테이츠 챔피언십
- WWE 하드코어 챔피언십
- WWE 유나이티드 킹덤 챔피언십
- WCW 월드 텔레비전 챔피언십
- TNA 킹 오브 더 마운틴 챔피언십
- 그랜드 슬램 챔피언십